# Pojem
 Pojem (lat. conceptus) je lidský vnitropsychický kognitivní (znalostní) model (v obr 1. horní vrchol trojúhelníku) dané entity světa reálného (objektu, procesu) i abstraktního (vědecké a umělecké ideje a konstrukce), kterému lze přiřadit jméno – jazykový konstrukt vnějšího sdělovacího jazyka (v obr 1. dolní levý vrchol trojúhelníku). Jméno slouží jako pointer do lidské psýchy viz Konotace / Komunikace. Pojmy umožňují identifikovat (rozpoznávat) a tak i komunikovat entity  světa reálného i abstraktního.
Aby bylo možno daný pojem smysluplně vytyčit, slouží k tomu charakteristické a relativně neměnné rysy rozpoznané na dané entitě, považované za vlastní jí, či třídě takových entit. Říká se jim invariantní příznaky .
Jelikož přirozené lidské poznání probíhá vždy s použitím filtru vágnosti, jsou veškeré lidské poznatky vágní a lidské myšlení je vágností prodchnuto. Jen část lidských znalostí je sdělitelná, a to se týká i invariantních příznaků.
Proto pro účely vědy a techniky jsou pojmy precizovány co do zřetelnosti invariantních příznaků (v exaktní vědě měřitelných – říká se jim pak veličiny) a tak přesnosti významu (malá až nulová vnitřní vágnost interpretace jména pojmu) pojmů, a jsou pak označovány jako termíny.
Pojmy mohou být obecné, zahrnující celou třídu předmětů (apelativum), anebo individuální, označující jediný předmět, například vlastní jméno (proprium). Nejenom obecný, ale i individuální pojem je ovšem výsledkem rozumové činnosti, jež třídí a integruje rozmanité smyslové vjemy a zkušenosti. Dokonce i pojem „náš pes“ je takovou abstrakcí, jež shrnuje všechny možné zkušenosti s ním, včetně jeho minulosti atd.
„Individuální pojem vzniká shrnutím všech časových variant určitého předmětu.“
Fyzik P. Bridgman zavedl do vědy operacionální definici: „Pojem má místo ve vědě tehdy a jen tehdy, jestliže dokážeme ukázat, jak je možné jej pozorovat nebo měřit a jaké operace k tomu můžeme použít.“

## Definice
Pojem je pojmenovaný vnitropsychický kognitivní model entity nebo třídy entit (reálného i abstraktního světa) formulovaný na základě jejich rozpoznaných a akceptovaných invariantních příznaků.
Třídou entit (přesněji jejích kognitivních modelů) se pak rozumí souhrn entit majících společný aspoň jeden rozpoznatelný invariantní příznak (obvykle však mající společnou jistou charakterizující množinu invariantních příznaků).

## Pojmy a typy sdělování
Doslovnost a obraznost v komunikaci jsou dva pojmy označující dva způsoby lidské komunikace. První klade důraz na úlohu jazyka a jeho přesnost, druhý na porozumění lidským vhledem a citem mezi komunikujícími, na metaforu a symboličnost. Obvykle se spojují s úlohou každé z hemisfér lidského mozku podle amerického neurologa Rogera Wolcotta Sperryho (1913 – 1994) a převahou aktivity jedné z hemisfér u toho kterého člověka. Levá hemisféra dává lidské osobnosti racionalitu, logiku, objektivistický způsob myšlení a nahlížení na svět, schopnost vědecké práce. Pravá hemisféra mu dává citovou bohatost, obrazotvornost, schopnost umělecké tvorby. U každého lidského jedince se obě hemisféry podílejí v jistých, jemu vlastních proporcích na jeho nazírání na svět, uvažování a schopnosti a způsobu sdělování. O doslovnost (konotace blížící se exaktní interpretaci) se snaží věda, a absolutní doslovnosti (nulový sémantický diferenciál, tedy exaktní interpretace) dosáhla exaktní věda. Cesta k doslovnosti vede k budování terminologických soustav. Základní pojmy jsou postaveny na konsensu (k zamezení definice kruhem), odvozené pak na definicích s použitím základních pojmů. V běžné lidské komunikaci se neklade velký důraz na doslovnost, jsme zvyklí na vhled a vstřícnost, symboliku slov, tedy spíš na složku obraznosti, ta více vyhovuje neodmyslitelné lidské emocionalitě. Tento způsob je blízký uměleckému sdělování.

## Pojem, slovo a věc
Běžně se užívají slova k označování určitých předmětů nebo témat. To je ovšem dáno buď situací a kontextem („nesedej si na stůl“), anebo bližším určením („tento stůl zde“). Naopak samo slovo „stůl“ může znamenat mnoho různých stolů nebo dokonce jejich nepřítomnost („není tu žádný stůl“), a tedy obecný pojem stolu vůbec. Vztah slova a věci (entita reálného světa) je tedy zprostředkován pojmem-významem slova. Slovo je jazyková forma, jazykový konstrukt. Někdy se hovoří o „sémantickém trojúhelníku“:

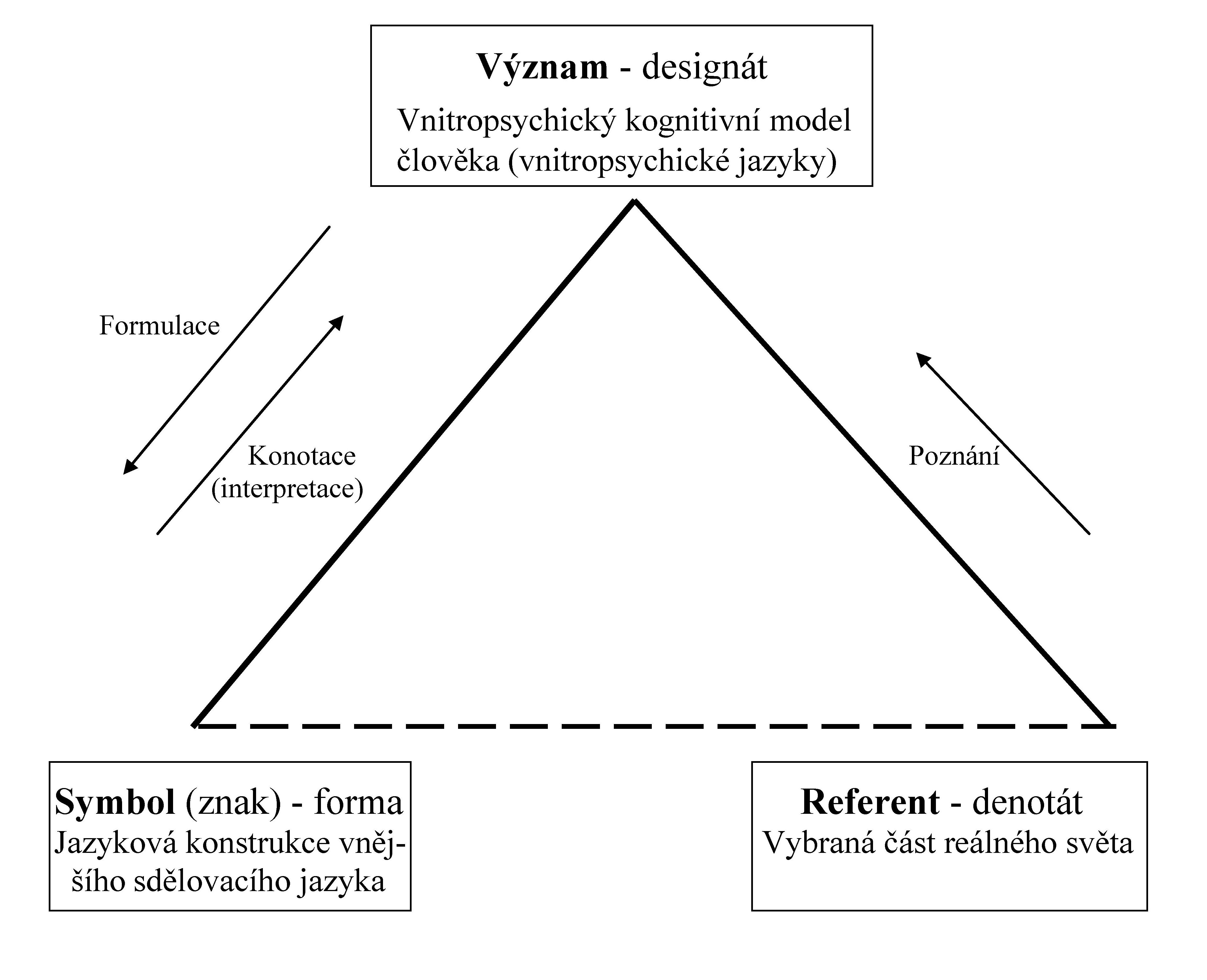
Obr. 1 Sémantický trojúhelník

Souvislost mezi reálným světem, jeho poznáním, poznáním vytvořeným vnitropsychickým kognitivním (znalostním) modelem a sdělením o poznaném, graficky znázorňuje trojúhelník uvedený v obr. 1. Říká se mu sémantický či sémiotický, podle toho, na co se při výkladu klade důraz. Najdeme ho v mnoha modifikacích a pod jmény mnohých autorů, např. Fregeho, Ogdenův–Richardsův a další. Podstava trojúhelníka nezobrazuje žádný vztah, neboť veškeré vztahy jsou zprostředkovány lidskou psýchou umístěnou v trojúhelníku na jeho horním vrcholu. Pokud by podstava měla zobrazovat nějaký vztah, musel by zde být další lidský aktér a to není. Někdy se do vztahů v trojúhelníku omylem vkládá vnější pozorovatel (další aktér), a vniká dojem, že podstava nějaký vztah zobrazuje. Vnější pozorovatel se na trojúhelník dívá, neúčinkuje v něm, jeho pohledem, ani jeho přemýšlením nad vztahy v trojúhelníku, se v trojúhelníku nic nemění.
V běžné řeči, která se vždy děje v určitém kontextu a vztahuje se k němu, není obecnost pojmů většinou na závadu, protože se dostatečně určují situací. Naproti tomu ve vědecké řeči je třeba, aby různí mluvčí mínili určitým pojmem totéž, a to pokud možno nezávisle na situaci. Proto věda potřebuje přesné termíny, které se často vědomě odlišují od běžné řeči a volí často z latiny, řečtiny nebo dnes z angličtiny, případně tvoří jako novotvary (např. kvark nebo gen).
Ve vědě se používají dva druhy pojmů: Definované a primitivní (implicitní). Příkladem primitiva je v  matematice např. číslo, délka, v medicíně bolest, zdraví, v psychologii pak strach, tréma či radost. Primitiva jsou prožitkově zakotvenou součástí přirozeného jazyka; místo definování na ně v konkrétní situaci ukazujeme. Poznají se podle toho, že jsou zpravidla srozumitelné i malým dětem.

## Obsah a rozsah pojmu
Pojem lze vymezit buď definicí, jež určí nutné specifické vlastnosti, anebo výčtem všech předmětů, které pod tento pojem spadají. Gottlob Frege mluví o „různých způsobech danosti předmětu“. Tomu podle R. Carnapa odpovídají v logice dva různé termíny, totiž:
- intenze pojmu, to jest jeho obsah nebo význam, vyjádřený nutnými obecnými vlastnostmi všech předmětů dané třídy: intenzí čili obsahem pojmu čtverec je pravoúhlost a stejná délka stran;
- extenze čili rozsah pojmu, to jest výčet předmětů či podřízených pojmů, jež pojem zahrnuje.

Pro toto důležité rozlišení, jež patrně znali už stoikové a jež zavedla logika z Port-Royal, volí někteří autoři jiné termíny; tak John Stuart Mill mluví o „konotaci“ a „denotaci“, Bertrand Russell o „významu“ (meaning) a „denotaci““, Willard van Orman Quine o „významu“ a „referenci“ a podobně.

## Hierarchie pojmů
Individuální pojmy přitom spadají pod pojmy obecnější a ty pod ještě obecnější, takže tvoří hierarchie pojmů. Například pojem „pes“ spadá pod šelmy, šelmy pod savce, savci pod obratlovce atd. Pojem „běžet“ spadá pod pojem místního pohybu a ten pod pojem pohybu vůbec. Lze tedy mluvit o vztahu mezi podřazeným a nadřazeným (obecným) pojmem, podle Aristotela mezi druhem a rodem: podřazený pojem lze definovat jeho nadřazeným pojmem a druhovým rozdílem vůči ostatním podřazeným pojmům. Příklad: „Židle <druh> je nábytek <rod>, určený k sezení <druhový rozdíl oproti stolu, posteli a pod.>“
Nejobecnější pojmy, které tvoří vrcholy různých hierarchií, se podle Aristotela a Kanta nazývají kategorie.

## Bytí či existence pojmů
Ontologický statut, otázka po bytí pojmů byla v dějinách filosofie předmětem diskusí a sporů, zejména mezi realisty a nominalisty. Realisté zdůrazňovali, že bez pojmů není žádné poznání možné, neboť holý smyslový vjem žádné poznání nepřináší: musí se spojit s předmětem a pojmem. Abych mohl pozorovat padající kámen a případně měřit jeho rychlost, musím nejprve poznat, že jde o kámen a o pád; tyto pojmy nemohu ze smyslového vjemu odvodit. Odtud realisté tvrdili, že „pojmy jsou před věcmi“ (universalia ante rebus) a přisuzovali pojmům vyšší nebo nižší stupeň samostatného bytí a poukazovali také na to, že na rozdíl od psa, který stárne a zahyne, pojem psa je stálý a nepodléhá změnám.
Naopak nominalisté vyzvedali zjevnou skutečnost, že hlavním zdrojem našich vědomostí o světě je smyslové poznání:
„Nic není v mysli, co předtím nebylo ve smyslech.“
Odtud empiristé odvozovali, že i pojmy se z věcí odvozují a tedy jsou teprve „po věcech“. Immanuel Kant soudil, že přinejmenším pojmy a představy prostoru a času jsou nezbytnými předpoklady každého poznání, včetně smyslového, a že jsou tedy „předem“ (a priori). Skutečně každý smyslový předmět se člověku dává v prostoru a v čase.

## Pojmy v empirické psychologii
Empirická zkoumání ukazují, že pojmy se skutečně tvoří ze zkušenosti, a to poměrně složitým kruhovým procesem. Podle G. Lakoffa se obecné pojmy a kategorie tvoří postupně, počínaje výrazným jádrem, které se zkušenostmi rozšiřuje k okrajovým oblastem pojmu. Pojem „pes“ nebo „stůl“ si tak dítě vytváří nejprve jako jakýsi „ideální typ“ dokonalého psa či stolu, k němuž se pak připojují méně obvyklé podoby psů nebo nábytku.